# Livre mannoise
La livre mannoise est l'unité monétaire principale de l'île de Man. Son taux de change avec la livre sterling est strictement de 1:1. La livre mannoise est divisée en 100 pence.

## Histoire
L’île de Man a frappé des pièces aux XVIIe et XVIIIe siècles.
De 1840 à 1971, seuls des billets de banque spécifiques à l'île existaient, mais en 1971, après la décimalisation du système monétaire, la circulation de pièces créées pour l'île est introduite. Depuis 1961, le gouvernement de l'île de Man est le seul à avoir le droit d'émettre la monnaie mannoise.
Hormis sur l'île, aucun commerce n'accepte les livres mannoises et on conseille aux visiteurs de changer la monnaie avant de quitter le territoire. Cependant, les pièces entrent parfois dans le circuit britannique, puisque ces pièces sont identiques en forme et en taille.

## Pièces de monnaie
|  |

|  |

|  |

Il existe des différences entre la livre mannoise et la livre sterling. Par exemple, l'avers d'une pièce d'une livre mannoise porte l'effigie de la reine Élisabeth II portant une couronne et les mots Isle of Man, alors que sur la livre sterling elle ne porte pas de couronne. Le revers de la pièce mannoise comporte une gravure du triskell mannois.
C'est à l'occasion de la mise en place de la décimalisation du système monétaire britannique que la décision fut prise de frapper à nouveau des pièces. La nouvelle unité monétaire divisionnaire décimale, à savoir le penny, est alors renommé New Penny, comme au Royaume-Uni :
- pièces de 1/2 penny, 1 penny et 2 pence en bronze ;
- pièces de 5 pence, 10 pence, 20 pence et 50 pence en cupro-nickel ;
- pièces de 1 pound (1 livre) en laiton de nickel — en virenium entre 1978 et 1982 ;
- pièces de 2 pounds (2 livres) bimétallique.